# Terra Indígena Trincheira/Bacajá
A Terra Indígena Trincheira/Bacajá é uma terra indígena localizada no estado brasileiro do Pará. Regularizada e tradicionalmente ocupada, tem uma área de 1 650 939 hectares e uma população de 746 pessoas, dos povos Xikrin e Mebêngôkre Kayapó.
O território é alvo de intenso desmatamento, grilagem, garimpo, pecuária e caça ilegal atualmente.

## Histórico
Estima-se que o povo Xikrin chegou até as margens do rio Bacajá entre os anos de 1926 e 1927, entrando em confronto com os povos Paracanãs, Arauetés e Assurinis.
O primeiro contato oficial dos sertanistas do Serviço de Proteção ao Índio (SPI) com o povo Xikrin do Bacajá foi em novembro de 1959 próximo à foz do Igarapé Golosa com o rio Bacajá. Nesta época, esse contato ocasionou epidemias e mortandade de parte desses indígenas, de modo a faze-los fugir do contato com o SPI.
Desde os anos 1980 são registradas invasões, desmatamento e garimpo ilegal na terra indígena, efetuadas principalmente por grandes fazendeiros da cidade de Marabá.
No entanto, apenas em 1993 o território foi declarado oficialmente e somente em outubro de 1996 foi homologada.

## Desmatamento
As atividades de roubo de madeira na região tiveram um aumento da intensidade em 2016, devido à construção de estradas criadas justamente para transporte dos troncos ilegalmente. Até 2017, a taxa de desmatamento se mateve estável entre 45 e 250 hectares devastados. O desmatamento explodiu, no entanto, nos anos de 2018 (com mais de 1.100 hectares desmatados) e 2019 quando o então presidente eleito Jair Bolsonaro assumiu que iria rever demarcações de territórios indígenas no país e abri-las para avanço da agricultura e pecuária.
Em abril de 2020, uma grande ação do Ibama destruiu uma ponte utilizada para retirada de madeira ilegal da região, a qual foi construída por meio de um aterramento de 300 metros que danificou as margens do rio Negro. O órgão também multou a Prefeitura de São Félix do Xingu por permitir a via de acesso até a TI, o presidente da associação dos invasores, Arilson Brandão, e o vereador Silvio Coelho, aliado e correligionário do senador Zequinha Marinho (PSC-PA), que vem apoiando invasores de terras indígenas localizadas no Médio Xingu. Após veiculação das ações do Ibama na mídia, o ex-presidente Jair Bolsonaro exonerou o então coordenador de operações de fiscalização do Ibama, Hugo Loss, que participou da ação, e o coordenador-geral de fiscalização, Renê Luiz de Oliveira. De acordo com dados do INPE, o território indígena terminou o ano de 2020 como o quarto mais desmatado no país.
Em julho de 2021, a Operação Samaúma,  conduzida de forma inegrada pelo Ibama, FUNAI, Polícia Federal do Brasil e a Força Nacional de Segurança Pública, destruiu duas instalações e uma ponte relacionada ao desmatamento e garimpo ilegal na TI. Além disso, cercas demarcando ilegalmente lotes de terra foram retiradas pelos agentes.
Nos dois anos seguintes, outras ações envolvendo o Ibama e a Polícia Federal foram executadas na cidade de São Félix do Xingu, desmobilizando acampamentos, habitações e pontes ilegalmente instalados para possibilitar o desmatamento ilegal.
Entre os anos de 2020 e 2021, cerca de 68,5 quilômetros quadrados foram devastados na TI, que também apareceu entre os cinco territórios indígenas mais desmatados entre 2019 e 2022 de acordo com os levantamentos anuais de desmatamento do Mapbiomas.
Em maio de 2022, o Ministério Público Federal entrou com uma ação na Justiça processando a FUNAI, o Governo Federal e o Ibama por omissão na fiscalização do território indígena, além de solicitar para que a Justiça ordene os órgãos a cumprirem ações emergenciais de fiscalização. Os próprios indígenas Xikrin denunciaram a aproximação de invasores nas aldeias da TI, o que poderia ocasionar conflitos graves na região.